# 姫路日ノ本短期大学
姫路日ノ本短期大学（ひめじひのもとたんきだいがく、英語: Himeji Hinomoto College）は、兵庫県姫路市香寺町香呂890に本部を置く日本の私立大学。1893年創立、1974年大学設置。大学の略称はひのたん。

## 概観

### 大学全体
- 兵庫県姫路市香寺町に所在する日本の私立短期大学で、設置主体は学校法人日ノ本学園[1]。
- 1974年に日ノ本学園短期大学として開学。当初は2学科体制だったが、現在、1学科、1専攻科のみの単科短大となっている。
- 2024年度の入学生を最後に[注釈 1]、短期大学としての使命を終えることが決定した。

### 建学の精神（校訓・理念・学是）
- 姫路日ノ本短期大学は、1893年「キリスト教主義の精神をもって播磨地方の女子教育に貢献する」ことを建学の精神として開校された高等女学校に始まる。以来、聖書に由来する「心の飾りを」を校訓とし、「外面的なものにとらわれず内面的なものを大切にして、人を愛し、他者に奉仕することができる人格の育成」を教育理念とされている。

### 教育および研究
- 姫路日ノ本短期大学には、幼児教育科と専攻科(幼児教育専攻）が設置されており附属幼稚園での教育実習が取り入れられている。「保育」・「ライフデザイン」の各コースがあり、後者では情報処理士を取得するためのカリキュラムが用意されている。

### 学風および特色
- 姫路日ノ本短期大学はキリスト教の思想に基づいた教育がベースとなっており、クリスマス礼拝をはじめとした宗教行事が行われているところに特徴がある。

## 沿革
- 1893年
  - 日ノ本女学校が設置される。
- 1944年
  - 日ノ本高等女学校に改組。
- 1974年
  - 1月10日 左記を以て文部省[注 2]より短期大学の設置が認可される[2]。
  - 4月1日 日ノ本学園短期大学（ひのもとがくえんたんきだいがく）として以下の学科体制にて開学[注 3]。
    - 英語科 入学定員100名
    - 幼児教育科 入学定員50名
- 1975年
  - 5月1日 学生数[5]/定員
    - 英語科 78[注釈 2]/200
    - 幼児教育科 119[注釈 2]/100
- 1978年
  - 姫路日ノ本短期大学付属幼稚園開園。
- 1982年
  - 4月1日 幼児教育科の入学定員を50→100に増員[注 4]。
  - 5月1日 学生数[11]/定員
    - 英語科 148[注釈 2]/200
    - 幼児教育科 219[注釈 2]/150
- 1991年
  - 4月1日 英語科の入学定員を100→150に増員[注 5]。
  - 5月1日 学生数[16]/定員
    - 英語科 376[注釈 2]/250
    - 幼児教育科 352[注釈 2]/200
- 1992年
  - 5月1日 学生数[注 6]/定員
    - 英語科 377[注釈 2]/300
    - 幼児教育科 334[注釈 2]/200
- 1996年
  - 4月1日 英語科の入学定員を150→100に減員[19]。
  - 5月1日 学生数[20]/定員
    - 英語科 100[注釈 2]/250
    - 幼児教育科 276[注釈 2]/200
- 1997年
  - 4月1日 以下の変更あり[21]。
    -       - 短期大学名 日ノ本学園短期大学→姫路日ノ本短期大学
      - 英語科→英米語文化学科

  - 5月1日 学生数[22]/定員
    - 英語科 42[注釈 2]/100
    - 英米語文化学科 16[注釈 2]/100
    - 幼児教育科 188[注釈 2]/200
- 1999年
  - 4月1日 幼児教育科が男女共学になる。
  - 同 以下の学科については、この年度で学生募集を最終とする[注 7]。
    - 英米語文化学科

  - 5月1日 学生数[24]/定員
    - 幼児教育科科 256[注 8]/200
    - 英米語文化学科 30[注釈 2]/200
- 2001年
  - 10月30日 以下の学科については、左記をもって正式に廃止とする[25]。
    - 英米語文化学科
- 2003年
  - 幼児教育研究センター設立。
- 2009年
  - 4月1日 幼児教育科に保育コースに加えライフデザインコース開設し、入学定員を100→50に減員[26]。
- 2014年
  - 1月 平成26年度大学入試センター試験参加短期大学の1校となる[27]。
  - ライフサイエンス研究センター開設。
- 2015年
  - 1月 平成27年度大学入試センター試験参加短期大学の1校となる[28]。
- 2016年
  - 1月 平成28年度大学入試センター試験参加短期大学の1校となる[29]。
- 2017年
  - 4月1日 専攻科の設置が認められ、以下の課程を設ける[30]。
    - 幼児教育専攻 入学定員10名

  - 播磨キリスト教文化研究センター開設。
- 2018年
  - 4月1日 幼児教育科の入学定員を50→70に増員[31]。
  - 日ノ本学園創立125周年記念式典挙行
- 2022年
  - 4月1日 幼児教育科の入学定員を70→50に減員[1]。
- 2024年
  - 4月1日 この年度で学生募集を最終とする[注釈 1]。

## 基礎データ

### 所在地
- 兵庫県姫路市香寺町香呂890

### 交通アクセス
- JR西日本播但線香呂駅下車。同駅より徒歩でおよそ10分程度の道程がある。

### 象徴
- 姫路日ノ本短期大学のカレッジマークは逆三角形をベースとしてその中央に「Himeji Hinomoto College」の文字の一部が表記されたものとなっている[注 9]。

## 教育および研究

### 組織

#### 学科
- 幼児教育科 入学定員50名[1]

##### 過去にあった学科
- 英米語文化学科 入学定員100名[注 10]。

#### 専攻科
- 幼児教育専攻 入学定員10名[1]

#### 別科
- なし

##### 取得資格について
- 保育士資格が幼児教育科保育コースで取得できる。幼稚園教諭二種免許状が幼児教育科両コースにて取得できる。
- 情報処理士資格が幼児教育科ライフデザインコースにて取得できる。
- 過去にあった英米語文化学科では、中学校教諭二種免許状（英語）が設置されていた[36]。

#### 附属機関
- 幼児教育研究センター
- ライフサイエンス研究センター
- 播磨キリスト教文化研究センター

### 研究
- 『日ノ本学園短期大学研究紀要』[37]
- 『研究紀要』[38]
- 『事業報告:2003年度から2007年度までの取り組み』[39]

## 学生生活

### 部活動・クラブ活動・サークル活動
- 姫路日ノ本短期大学のクラブ活動
- 体育系：サッカー・テニス・バスケットボール・バレーボールほか
- 文化系：ボランティア・映画・聖書・箏曲・ESS吹奏楽

### 学園祭
- 姫路日ノ本短期大学の学園祭（ひのたん祭）は，毎年、概ね11月に行われる。

## 大学関係者と組織

### 大学関係者一覧

#### 大学関係者
- 土山牧羔
- 川勝清司
- 牛尾啓三

## 施設

### キャンパス
- 学生ホール
- 図書館
- ベテルホール
- チャペル
- プール
- 体育館
- テニスコート
- グラウンド
- 百周年記念館

### 寮
- 姫路日ノ本短期大学には学園寮はない。アパート等の紹介をしている。

## 対外関係

### 系列校
- 日ノ本学園高等学校

## 社会との関わり
- 2007年度、姫路市政策研究費助成事業成果発表会に本短大の学生が「姫路市における幼保一元化取り組みの現状について」をテーマとして参加している。

## 卒業後の進路について

### 就職について
- 幼児教育科：保育園への就職者が最も多いものとなっている。幼稚園への就職者はやや少なめ目である。
- 英米語文化科：一般企業への就職者が多かったものとみられる。

## 附属学校
- 姫路日ノ本短期大学附属幼稚園